# Vanderhall Venice

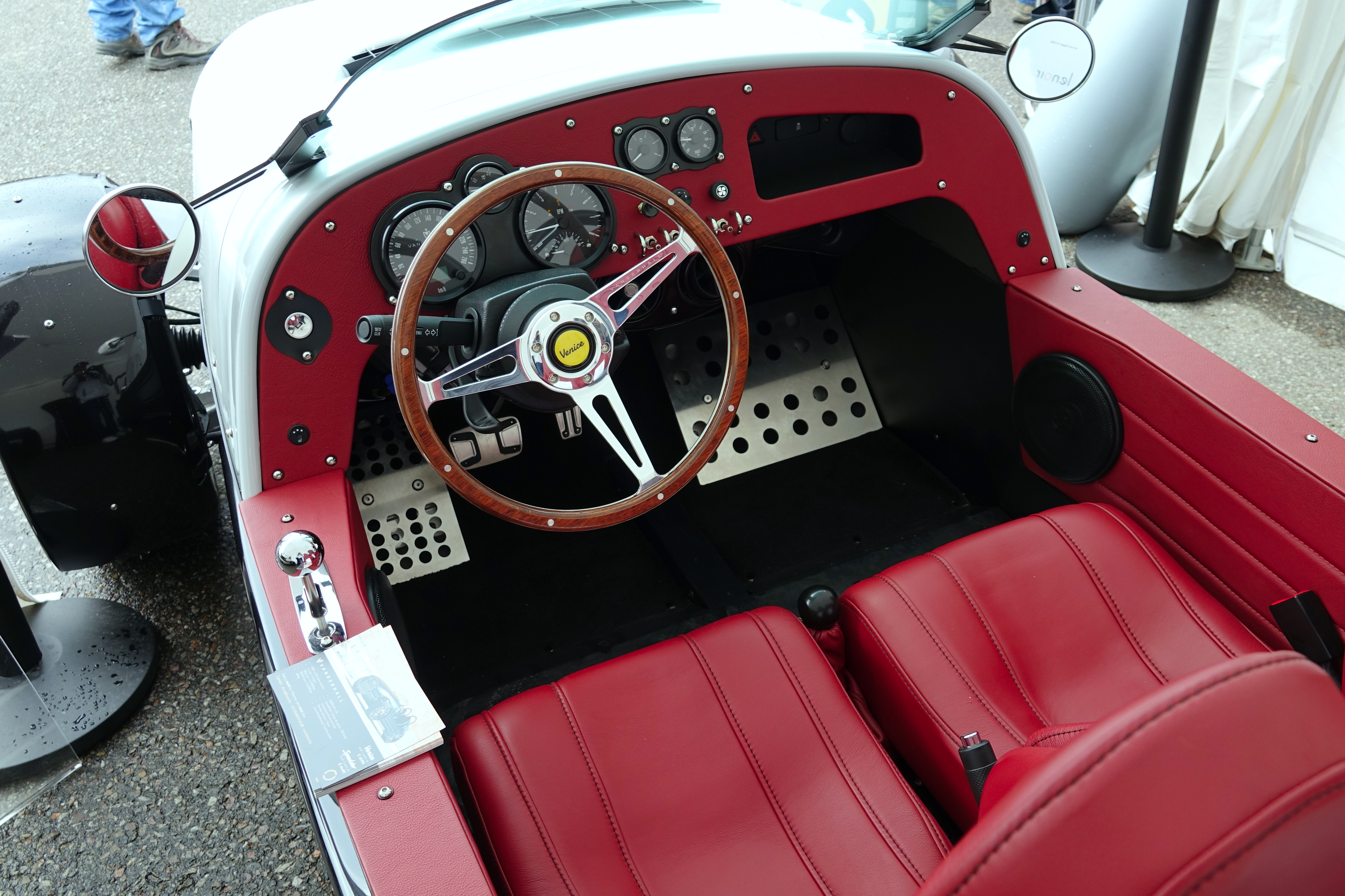
Instrumententafel

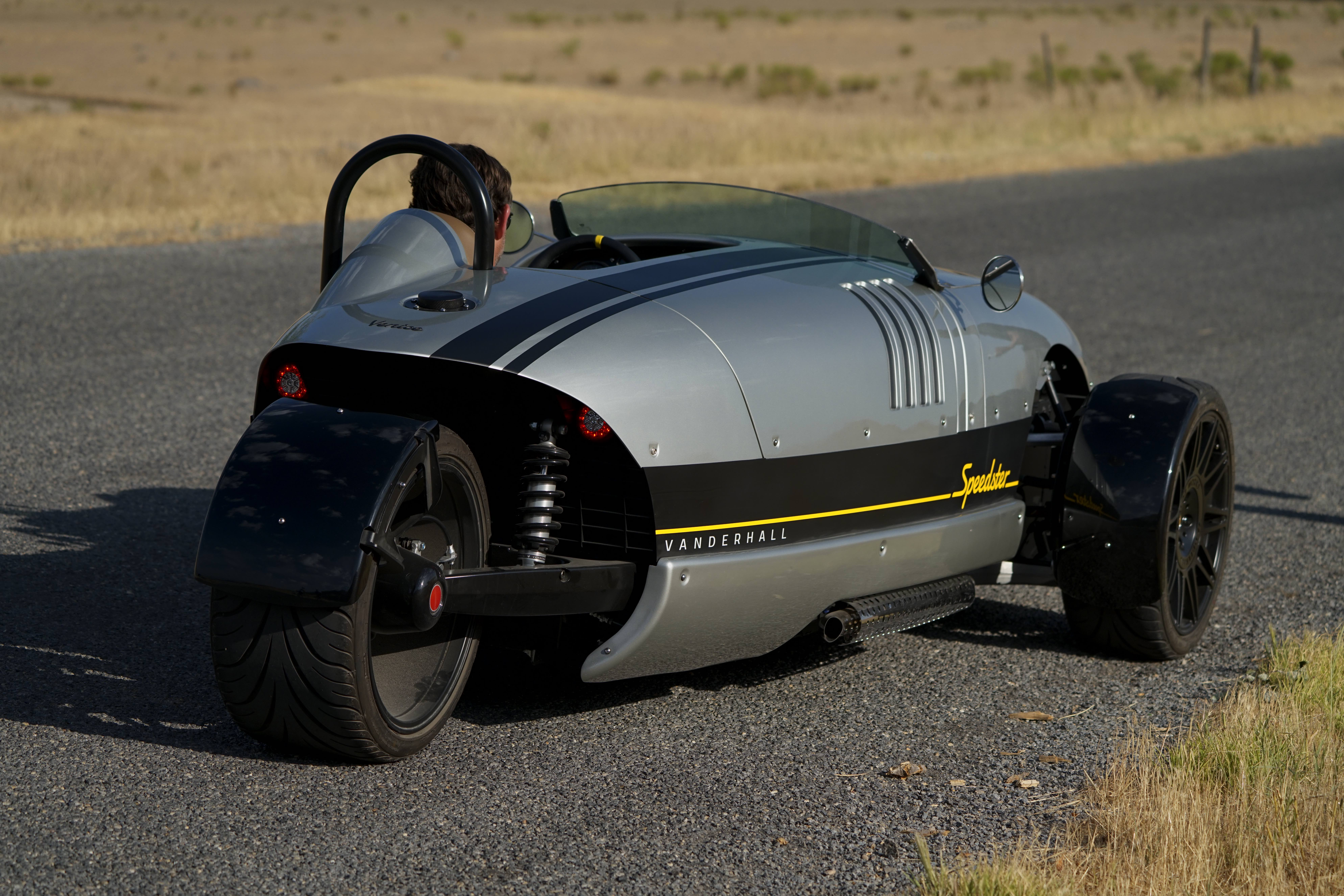
Vanderhall Venice Speedster

Der Vanderhall Venice ist ein Roadster oder ein Motorrad mit zwei Vorderrädern und nur einem Hinterrad des 2010 gegründeten US-amerikanischen Fahrzeugherstellers Vanderhall Motor Works. Konkurrenzmodelle sind unter anderem der Morgan Threewheeler oder der Polaris Slingshot.

## Geschichte
Der Zweisitzer wurde 2017 vorgestellt. Im August 2018 präsentierte Vanderhall den Venice als einsitzigen „Speedster“ im Rahmen der Sturgis Motorcycle Rally. Zunächst wurde die Baureihe nur in Nordamerika vertrieben, seit 2019 expandiert der Hersteller jedoch nach Europa. Ab 2020 soll das Modell auch in Deutschland auf den Markt kommen.
Benannt ist das Modell nach dem Stadtteil Venice in Los Angeles.

## Rechtliche Einordnung
Wie auch beim Polaris Slingshot hängt es vom Zulassungsgebiet des Fahrzeugs ab, ob es als Motorrad oder Pkw eingestuft wird.

### Vereinigte Staaten
Die National Highway Traffic Safety Administration stuft das Fahrzeug auf Bundesebene als dreirädriges Motorrad ein, weshalb es nicht die gleichen Crashtestnormen wie ein normaler Pkw einhalten muss und auch keine Airbags haben muss. In 47 Bundesstaaten der USA gibt es zudem rechtlich den Begriff des „Autocycles“. Dort dürfen Fahrzeuge dieser Klasse ohne Motorradführerschein gefahren werden. Der Vanderhall Venice gilt jedoch nicht in allen diesen Staaten als Autocycle, da beispielsweise in Colorado oder New Mexico Airbags für diese Klasse vorgeschrieben sind. Abhängig vom Bundesstaat kann zudem eine Helmpflicht für Autocycles gelten. Dafür darf das Fahrzeug in Bundesstaaten, in denen es als Motorrad zertifiziert ist, beispielsweise High-occupancy vehicle lanes befahren.

### Europäische Union
In der EU wird das Fahrzeug als Dreirädriges Kraftfahrzeug in die Klasse L5 eingestuft. In Deutschland ist der Venice damit für Personen, die den Führerschein der Klasse 3 oder B vor dem 19. Januar 2013 erworben haben, ohne eine zusätzliche Prüfung fahrbar. Seit diesem Tag ist eine Motorrad-Prüfung (Klasse A) oder eine Prüfung für dreirädrige Fahrzeuge (Klasse A mit Beschränkung durch die Schlüsselzahl 79.03) erforderlich.

## Technische Eigenschaften
Um die Kosten zu senken, wird der Venice nur in einer Ausstattungsvariante und lediglich drei Farben angeboten. Unter anderem eine Servolenkung, eine Sitzheizung und ein Soundsystem mit Bluetooth-Funktion umfasst diese Version.
Das Verzögern erfolgt mittels ABS und Scheibenbremsen an jedem Rad. Durch eine Bodenfreiheit von lediglich 10 cm, einem niedrigen Schwerpunkt, wenig Gewicht sowie breiten Reifen erreicht der Venice eine hohe Fahrdynamik mit hohen Seitenführungskräften.
Der Venice wird von einem 143 kW (194 PS) starken aufgeladenen 1,5-Liter-Ottomotor von General Motors angetrieben. Im Venice Speedster leistet ein aufgeladener 1,4-Liter-Ottomotor 132 kW (179 PS). Die Höchstgeschwindigkeit gibt der Hersteller in beiden Varianten mit 220 km/h an.

### Technische Daten
| Kenngrößen                 | Venice                       | Venice Speedster             |
| Bauzeitraum                | seit 2017                    | seit 2018                    |
| Motorkenndaten             |                              |                              |
| Motortyp                   | R4-Ottomotor                 | R4-Ottomotor                 |
| Hubraum                    | 1500 cm³                     | 1400 cm³                     |
| max. Leistung              | 143 kW (194 PS) bei 4950/min | 132 kW (179 PS) bei 4950/min |
| max. Drehmoment            | 185 Nm bei 2450/min          | 185 Nm bei 2450/min          |
| Kraftübertragung           |                              |                              |
| Antrieb, serienmäßig       | Vorderradantrieb             | Vorderradantrieb             |
| Getriebe, serienmäßig      | 6-Stufen-Automatikgetriebe   | 6-Stufen-Automatikgetriebe   |
| Messwerte                  |                              |                              |
| Höchstgeschwindigkeit      | 220 km/h                     | 220 km/h                     |
| Beschleunigung, 0–100 km/h | 4,5 s                        | 4,5 s                        |
| Leergewicht                | 649 kg                       | 649 kg                       |
| Tankinhalt                 | 32 l                         | 32 l                         |